# Tembokrejo (Muncar)
Tembokrejo is een bestuurslaag in het regentschap Banyuwangi van de provincie Oost-Java, Indonesië. Tembokrejo telt 28.775 inwoners (volkstelling 2010).